# Кинчеш, Тибор
Тибор Кинчеш (венг. Tibor Kincses; 12 февраля 1960, Кечкемет — июнь 2025) — венгерский дзюдоист, бронзовый призёр летних Олимпийских игр 1980 года в Москве.

## Карьера
Выступал в суперлёгкой весовой категории (до 60 кг). Призёр международных турниров.
На Олимпиаде 1980 года в Москве Кинчеш победил сенегальца Бубакара Соу, бразильца Луиса Синохару, северокорейца Ко Хьёнга, но в полуфинале уступил кубинцу Хосе Родригесу. В утешительной схватке венгр победил британца Джона Холлидея и завоевал бронзу соревнований.
Умер 9 июня 2025 года в возрасте 65 лет.